# Луїджі Ронкалья
Луїджі Ронкалья (італ. Luigi Roncaglia, 10 червня 1943) — італійський велогонщик.
Срібний призер Олімпійських Ігор 1964 року в командній гонці переслідування, бронзовий призер 1968 року в командній гонці переслідування.
Чемпіон світу з велоперегонів на треку 1966 (командна гонка переслідування), 1968 (командна гонка переслідування) років, срібний призер 1965 (командна гонка переслідування), 1967 (командна гонка переслідування) років.